# Hipercalcèmia
La hipercalcèmia és un trastorn electrolític que suposa l'elevació del nivell de calci a la sang. (Rang normal: 9–10.5 mg/dL o 2.2–2.6 mmol/L). Pot ésser una troballa de laboratori asimptomàtica, però normalment el nivell de calci elevat és sovint indicatiu de malalties, per la qual cosa s'han de portar a terme estudis complementaris si els nivells persisteixen alts. Es pot deure a una alliberament excessiu de calci pels ossos, un augment de l'absorció a nivell intestinal o una excreció renal disminuïda.

## Signes i símptomes
Els símptomes neuromusculars de la hipercalcèmia són provocats per un efecte batmotròpic negatiu degut a la interacció incrementada del calci amb els canals de sodi. Donat que el calci bloqueja els canals de sodi i inhibeix la despolarització de les fibres nervioses i musculars, un increment en el nivell de calci suposa un augment en el llindar de la despolarització. Entre la simptomatologia més freqüent de la hipercalcèmia cal destacar:
- Litiasi renal o colelitiasi.
- Dolor ossi.
- Dolor abdominal, nàusees i vòmits.
- Poliúria.
- Alteracions psiquiàtriques (depressió en un 30-40%, ansietat, disfunció cognitiva, insomni, coma).

Altres símptomes poden incloure fatiga, anorèxia i pancreatitis aguda.
La presència d'alteracions del ritme cardíac i troballes a l'electrocardiograma com un interval QT curt i/o una ona T aplanada suggereixen hipercalcèmia. La hipercalcèmia significativa pot causar canvis electrocardiogràfics que mimetitzen un infart agut de miocardi. També s'han descrit canvis a l'electrocardiograma que simula hipotèrmia, com és l'ona d'Osborn.
La hipercalcèmia pot incrementar la producció de gastrina, fet que suposa un augment de l'acidesa que pot conduir a desenvolupar úlceres pèptiques.
Els símptomes són més freqüents amb valors elevats de calci (12.0 mg/dL o 3 mmol/l). La hipercalcèmia severa (per sobre de 15–16 mg/dL o 3.75–4 mmol/l) és considerada una emergència mèdica: a aquests nivells, es pot produir el coma o una aturada cardiorespiratòria. La hipercalcèmia incrementa l'excitabilitat neuronal el que pot conduir a la hipotonia del múscul llis i estriat. Això explicaria la fatiga, la debilitat muscular i la disminució dels reflexos osteotendinosos. A nivell intestinal es produeix restrenyiment. La disminució de la conducció nerviosa explicaria la confusió, al·lucinacions, estupor i/o coma.

## Etiologia
L'hiperparatiroïdisme primari i la hipercalcèmia paraneoplàstica suposen el 90% dels casos d'hipercalcèmia.

### Disfunció glàndula paratiroide
- Hiperparatiroïdisme primari
  - Adenoma paratiroide solitari
  - Hiperplàsia paratiroide primària
  - Carcinoma paratiroide
  - Neoplàsia endocrina múltiple (MEN)
  - Hiperparatiroïdisme familiar aïllat[7]
- Tractament amb liti.
- Hipercalcèmia hipocalciúrica familiar/Hipercalcèmia familiar benigna[8][9][10]

### Malignitat
- Tumor sòlid amb metàstasi (càncer de mama o clàssicament carcinoma de cèl·lules escamoses, que pot estar mediada pel PTHrP)
- Tumor sòlid amb mediació humoral de la hipercalcèmia (càncer de pulmó, sobretot càncer no-microcític de pulmó,[11] o càncer de ronyó, feocromocitoma)
- Neoplàsies hematològiques (mieloma múltiple, limfoma, leucèmia)
- Carcinoma ovàric de cèl·lules petites, tipus hipercalcèmic

### Trastorns metabòlics de la vitamina D
- Hipervitaminosi D (intoxicació per vitamina D)
- Augment d'1,25(OH)₂D (sarcoïdosi i altres malalties granulomatoses)
- Hipercalcèmia idiopàtica de la infantesa[12]
- Hipercalcèmia de rebot després de rabdomiòlisi

### Trastorns relacionats amb el recanvi ossi
- Hipertiroïdisme
- Immobilització perllongada
- Ús de tiazides
- Intoxicació per vitamina A
- Malaltia de Paget de l'os
- Mieloma múltiple

### Insuficiència renal
- Hiperparatiroïdisme secundari
- Intoxicació per alumini
- Síndrome de llet-alcalí

## Tractament
L'objectiu terapèutic és primerament tractar la hipercalcèmia i posteriorment tractar la causa subjacent.

### Teràpia inicial: fluids i diürètics
- Hidratació, augmentant la ingesta de sal, i forçar la diüresi.
  - La hidratació és necessària pel fet que molts pacients estan deshidratats pels vòmits o per defectes renals en la concentració urinària.
  - L'augment de la ingesta de sal pot incrementar el volum circulant així com incrementar l'excreció urinària de sodi que, a més, incrementa l'excreció urinària de calci (en altres paraules, el calci i el sodi (la sal) s'eliminen de forma conjunta pel ronyó. Qualsevol causa que incrementi l'excreció de sal suposarà incrementar l'excreció urinària de calci).
  - Després de la hidratació, un diürètic de nansa com la furosemida permet continuar introduint quantitats importants de volum, minimitzant el risc de sobrecàrrega i el consegüent edema agut de pulmó. A més, els diürètics de nansa disminueixen la reabsorció renal de calci, fet que contribueix a disminuir els nivells sanguinis de calci
  - Aquesta teràpia inicial permet disminuir el calci en 1–3 mg/dL en les primeres 24 hores
  - S'han de controlar els nivells de potassi o magnesi perquè poden disminuir secundàriament al tractament

### Teràpia addicional: bisfosfonats i calcitonina
- Els bifosfonats són anàlegs del pirofosfat amb alta afinitat per l'os, especialment àrees amb alt recanvi ossi.
  - Són captats per l'osteoclast inhibint la resorció òssia osteoclàstica.
  - Actualment disposem dels següents bifosfonats (en orde de potència): (1a generació) etidronat, (2a gen) tiludronat, pamidronat iv., alendronat (3a gen) zoledronat i risedronat
  - Tots els pacients amb hipercalcèmia paraneoplàstica han de rebre tractament amb bifosfonats donat que la "teràpia de primera línia" (a baix) no es pot mantenir indefinidament sense risc. A més encara que la primera línia de tractament hagi estat efectiva, és una realitat que la hipercalcèmia recorrirà en el pacient amb hipercalcèmia i una neoplàsia. D'aquesta manera, l'ús de bifosfonats en aquests pacients serveix de forma profilàctica i terapèutica.
  - En pacients amb insuficiència renal s'ha de valorar el risc-benefici abans d'indicar bifosfonats, donat que estan relativament contraindicats en la insuficiència renal.

- La calcitonina bloqueja la resorció òssia i incrementa l'excreció urinària de calci inhibint la resorció renal de calci.
  - Se sol utilitzar en la hipercalcèmia potencialment mortal juntament amb la rehidratació, diüresi forçada i els bifosfonats
  - Ajuda a prevenir la recurrència de la hipercalcèmia
  - La dosi és de 4 unitats per kg via subcutània o intramuscular cada 12 hores, i no se sol mantenir de forma perllongada

### Altres teràpies
- Rarament emprades o utilitzades en circumstàncies especials
  - La plicamicina inhibeix la resorció òssia (rarament utilitzat)
  - El nitrat de gal·li inhibeix la resorció òssia o canvia l'estructura dels cristalls ossis
  - Els glucocorticoides incrementen l'excreció urinària de calci i disminueixen l'absorció intestinal de calci.
    - No tenen efecte en els nivells de calci a l'hiperparatiroïdisme primari
    - Són efectius a la hipercalcèmia secundària a osteòlisi per malignitat (mieloma múltiple, leucèmia, malaltia de Hodgkin, càncer de mama) degut a les seves propietats antitumorals
    - També són efectius a la hipervitaminosi D i la sarcoïdosi

  - La diàlisi normalment s'utilitza en la hipercalcèmia severa complicada en el context d'insuficiència renal.
  - ES poden utilitzar els fosfats per corregir la hipofosfatèmia en el context de la hipercalcèmia.

## Crisi hipercalcèmica
La crisi hipercalcèmica és una emergència mèdica amb hipercalcèmia severa, generalment per sobre dels 14mg/dL (o 3,5 mmol/l).
La simptomatologia principal de la crisi hipercalcèmica és l'oligúria o anúria, així com la somnolència o coma. Un cop diagnosticada, s'ha de descartar o confirmar l'existència d'un hiperparatiroïdisme primari.
En casos extrems d'hiperparatiroïdisme primari, l'excisió de la glàndula paratiroide hiperactiva després de l'exploració quirúrgica del coll és l'única manera d'evitar la mort. La maquinària diagnòstica s'ha de portar a terme en hores, paral·lelament a les mesures per disminuir la calcèmia. El tractament mèdic d'elecció per disminuir el calci en aquesta situació és la hidratació abundant i la calcitonina, així com els bifosfonats (que tenen efecte en els nivells de calci després d'un o dos dies).